# Thales Lessa
Thales Allan Santos Humberto (Uberlândia, 4 de março de 1981), mais conhecido como Thales Lessa, é um cantor e compositor brasileiro. É conhecido por suas mais de 2 mil composições gravadas por grandes nomes da música sertaneja como Marília Mendonça, Maiara & Maraisa, Cristiano Araújo, Jorge & Mateus, Zé Neto & Cristiano, Bruno & Marrone, entre outros.
Além disso, é compositor e intérprete do hit "Cadê Seu Namorado, Moça?", gravado em parceria com o cantor Bruno, da dupla com Marrone, e lançado em 2023. A música recebeu single de ouro e de platina e esteve no Top 50 das plataformas digitais.
O cantor de arrocha Nadson O Ferinha regravou a canção e também foi um sucesso na internet. Com a repercussão, os dois juntos fizeram a releitura da música.

## Biografia
Nascido em Uberlândia e criado em Nova Ponte, começou a cantar com 8 anos e fez sua primeira música com 13 anos e guardando pra si. Se mudou pra Goiânia para dar início a sua carreira de cantor e mostrar suas composições para outros cantores também. Em Araxá, onde morou por um tempo, teve uma banda e colocou suas composições nessa banda.

### Acusação de importunação sexual
Em 12 de fevereiro de 2024, Thales Lessa foi detido suspeito de importunação sexual contra a massagista de um hotel, em Araxá, no Alto Paranaíba. Em nota, a defesa do cantor não houve intenção de causar desconforto e constrangimento a qualquer cidadão. A mulher afirmou que o cantor ejaculou mesmo após pedidos para que parasse e também perguntou se ela tinha namorado e se o companheiro não se importava com a função exercia. A Polícia Militar foi acionada pela gerência do estabelecimento relatando que uma funcionária do setor de massagem foi importunada sexualmente pelo cantor que estava hospedado no hotel. Após ser preso, o cantor pagou fiança de R$ 7 mil e deixou a prisão.

## Discografia[10]
- Hoje Eu Tô Delícia (2014)
- Ep do Lessa (2018)
- Live do Lessa 1 (2020)
- Live do Lessa 2 (2020)
- Thales Lessa in Casa (2023)

## Principais composições
| Ano  | Artista                                  | Título                       | Compositor(es)                                                                                              |
| ---- | ---------------------------------------- | ---------------------------- | --- |
| 2012 | Thaeme & Thiago                          | "Vou Dar o Nó Em Você"       | Thales Lessa                                                                                                |
| 2012 | Humberto & Ronaldo                       | "Só Vou Beber Mais Hoje"     | Thales Lessa                                                                                                |
| 2013 | Henrique & Juliano                       | "Tá Namorando e Me Querendo" | Thales Lessa / Marcia Araújo                                                                                |
| 2013 | Cristiano Araújo                         | "Caso Indefinido"            | Maraisa / Paulo / Júnior / Diego Damasceno / Thales Lessa                                                   |
| 2015 | Gusttavo Lima                            | "Você Não Me Conhece"        | Sassinhora Jr / Thales Lessa / Maiara / Cristiano                                                           |
| 2015 | Marília Mendonça                         | "Entre Quatro Paredes"       | Juliano Tchula / Thales Lessa / Filipe Labret                                                               |
| 2015 | Zé Neto & Cristiano e Humberto & Ronaldo | "Pra Rezar Ninguém me Chama" | Zé Neto / Cristiano / Thales Lessa / Jenner Melo                                                            |
| 2015 | Zé Neto & Cristiano e Henrique & Juliano | "Estamos Quites"             | Juliano Tchula / Marilia Mendonça / Thales Lessa / Benicio Neto / Vinicius Poeta / Junior Gomes / Vine Show |
| 2015 | Israel & Rodolffo                        | "Não Existe Amor Sem Briga"  | Thales Lessa                                                                                                |
| 2016 | Humberto & Ronaldo                       | "Amigo Cachaceiro"           | Thales Lessa                                                                                                |
| 2016 | Felipe Araújo e Henrique & Juliano       | "A Mala é Falsa"             | Thales Lessa / Maykow Melo / Bruno Mandioca                                                                 |
| 2016 | Maiara & Maraisa                         | "Cruzando os Dedos"          | Thales Lessa / Maykow Melo / Bruno Mandioca                                                                 |
| 2016 | Zé Neto & Cristiano                      | "Sonha Comigo"               | Zé Neto / Cristiano / Thales Lessa / Thalles Pacheco                                                        |
| 2016 | Bruninho & Davi e Luan Santana           | "E Essa Boca Aí?"            | Nicolas Damasceno / Rafael Borges / Thalles Lessa / Thiago Rossi                                            |
| 2016 | Zezé Di Camargo & Luciano                | "Cotovelo Vai Doer"          | Danillo Davilla / Gabriel do Cavaco / Shylton Fernandes / Thales Lessa                                      |
| 2017 | Zé Neto & Cristiano                      | "Hoje Eu Tô Excelente"       | Humberto / Marcio / Paulinho / Thales Lessa                                                                 |
| 2017 | Wesley Safadão e Marília Mendonça        | "Ninguém É De Ferro"         | Elcio Di Carvalho / Junior Pepato / Danillo Davilla / Lari Ferreira / Thales Lessa                          |
| 2017 | Gabriel Diniz e Jorge & Mateus           | "Paraquedas"                 | Elcio Di Carvalho / Junior Pepato / Danillo Davilla / Lari Ferreira / Thales Lessa                          |
| 2017 | Jefferson Moraes                         | "Precisava Escrever"         | Thales Lessa / Maykow Melo / Bruno Mandioca                                                                 |
| 2017 | Wesley Safadão                           | "Decreto Liberado"           | Elcio Di Carvalho / Junior Pepato / Danillo Davilla / Thales Lessa                                          |
| 2017 | Henrique & Juliano                       | "Não Passa Vontade"          | Elcio Di Carvalho / Junior Pepato / Danillo Davilla / Lari Ferreira / Thales Lessa                          |
| 2017 | Henrique & Juliano                       | "De Trás Pra Frente"         | Elcio Di Carvalho / Junior Pepato / Danillo Davilla / Lari Ferreira / Thales Lessa                          |
| 2017 | Henrique & Juliano                       | "Aquela Pessoa"              | Elcio di Carvalho / Lari Ferreira / Thales Lessa                                                            |
| 2017 | Henrique & Juliano                       | "O Céu Explica Tudo"         | Diego Silveira / Lari Ferreira / Rafael Borges / Thales Lessa                                               |
| 2017 | Humberto & Ronaldo                       | "Pai da Pinga"               | Kito / Leo Soares / Rafaela / Rayane / Thales Lessa / Theo Rodrigues                                        |
| 2017 | Felipe Araújo                            | "Amor da Sua Cama"           | Felipe Araújo / Thales Lessa / Waléria Leão                                                                 |
| 2017 | Mano Walter e Maiara & Maraisa           | "Que Amizade é Essa"         | Elcio Di Carvalho / Juliano Tchula / Junior Pepato / Lari Ferreira / Rangel Castro / Thales Lessa           |
| 2018 | Jorge & Mateus                           | "Trincadinho"                | Thales Lessa / Lari Ferreira / Diego Silveira / Nicolas Damasceno / Rafael Borges                           |
| 2018 | Maiara & Maraisa                         | "Quem Ensinou Fui Eu"        | Lari Ferreira / Diego Silveira / Thales Lessa / Matheus Marcolino / Raffa Torres                            |
| 2018 | Day & Lara e Gusttavo Lima               | "Meu Coração Não Chora Urra" | Dayane Camargo / Lara Menezes / Lari Ferreira / Thales Lessa                                                |
| 2018 | Joelma e Marília Mendonça                | "Perdeu a Razão"             | Gabriel Agra / Thales Lessa / Waleria Leão                                                                  |
| 2018 | Maiara & Maraisa                         | "Quase Tudo"                 | Thales Lessa / Gabriel Agra / Matheus Marcolino                                                             |
| 2018 | Marília Mendonça                         | "Coração Mal Assombrado"     | Danillo Dávilla / Thales Lessa / Gabriel Agra / Matheus Marcolino                                           |
| 2018 | Wesley Safadão e Anitta                  | "Romance Com Safadeza"       | Thales Lessa / Junior Pepato / Júnior Angelim / Lari Ferreira / Rafa Borges                                 |
| 2018 | PH & Michel                              | "Disk Recaída"               | Philipe Pancadinha / Victor Hugo / Thales Lessa / Vine Show / Junior Gomes                                  |
| 2018 | Felipe Araújo                            | "Ainda Sou Tão Seu"          | Thales Lessa / Gabriel Agra                                                                                 |
| 2018 | Jonas Esticado                           | "Contrário"                  | Thales Lessa                                                                                                |
| 2018 | Leo Santana e Maiara & Maraisa           | "Uma Lá, Duas Cá"            | Danilo Davilla / Diego Silveira / Thales Lessa                                                              |
| 2018 | Enzo Rabelo                              | "Meio Caminho Andado"        | Waleria Leão / Thales Lessa                                                                                 |
| 2018 | Humberto & Ronaldo e Jerry Smith         | "Não Fala Não Pra Mim"       | Thales Lessa                                                                                                |
| 2018 | Maiara & Maraisa                         | "Coração Infectado"          | Philipe Pancadinha / Victor Hugo / Thales Lessa / Gabriel Agra / Matheus Marcolino                          |
| 2018 | Marília Mendonça e Henrique & Juliano    | "Casa da Mãe Joana"          | Elcio di Carvalho / Thales Lessa / Victor Hugo                                                              |
| 2018 | Wesley Safadão                           | "Não Atende Não"             | Renno / Junior Gomes / Thales Lessa / Hiago Nobre                                                           |
| 2018 | Henrique & Juliano                       | "Vai Que Bebereis"           | Diego Silveira / Lari Ferreira / Rafael Borges / Thales Lessa                                               |
| 2018 | Marília Mendonça                         | "Bebi Liguei"                | Philipe Pancadinha / Victor Hugo / Thales Lessa / Gabriel Agra                                              |
| 2019 | Wesley Safadão                           | "Igual Ela Só Uma"           | Junior Gomes / Renno / Thales Lessa / Hiago Nobre                                                           |
| 2019 | Cleber & Cauan e Jorge                   | "Pedaço Meu"                 | Thales Lessa / Diego Silveira / Lari Ferreira                                                               |
| 2019 | Gusttavo Lima                            | "Online"                     | Junior Gomes / Renno / Thales Lessa / Hiago Nobre                                                           |
| 2019 | Wesley Safadão                           | "Dois Lados"                 | Junior Gomes / Renno / Thales Lessa / Hiago Nobre                                                           |
| 2019 | Felipe Araújo                            | "Mentira"                    | Thales Lessa / Raffa Torres                                                                                 |
| 2019 | Raffa Torres                             | "Libera Ela"                 | Lari Ferreira / Diego Silveira / Thales Lessa / Raffa Torres                                                |
| 2019 | Henrique & Juliano                       | "Sem Rede"                   | Thales Lessa                                                                                                |
| 2020 | Henrique & Juliano                       | "Volta Por Baixo"            | Gabriel Agra / Thales Lessa / De Ângelo                                                                     |
| 2020 | Henrique & Juliano                       | "Alô Bebê"                   | Diego Silveira / Rafael Borges / Thales Lessa / Gabriel Agra / De Ângelo                                    |
| 2020 | Jorge & Mateus                           | "Ranking"                    | Lari Ferreira / Thales Lessa / Diego Silveira / Rafael Borges                                               |
| 2020 | Matheus & Kauan                          | "Nem Doeu"                   | Diego Silveira / Mateus Marcolino / Thales Lessa / Gabriel Agra / De Ângelo                                 |
| 2020 | Felipe Araújo                            | "Reincidente"                | Felipe Araújo / Estella Defant / Thales Lessa / Waleria Leão / Vinni Miranda                                |
| 2020 | Bruno & Marrone e Wesley Safadão         | "Último Beijo"               | Bruno / Renno Poeta / Júnior Gomes / Thales Lessa                                                           |
| 2021 | Matheus & Kauan e Zé Vaqueiro            | "Vagabundo"                  | Thales Lessa / Felipe Kef / Kaique Kef / Nudoze                                                             |
| 2021 | Marília Mendonça e Maiara & Maraisa      | "Esqueça-Me Se For Capaz"    | Dê Angelo / Júnior Gomes / Thales Lessa / Matheus Santos / Renno Poeta                                      |
| 2021 | Marília Mendonça e Maiara & Maraisa      | "Não Sei o que Lá"           | Dê Angelo / Nudoze / Thales Lessa / Kaique e Felipe                                                         |
| 2021 | Zé Neto & Cristiano                      | "Ela e Ela"                  | Flavinho Tinto / Nando Marx / Douglas Mello / Cristhyan Ribeiro / Thales Lessa                              |
| 2021 | Clayton & Romário e Jorge & Mateus       | "Água Nos Zói"               | Anajuh / Diego Silveira / Junior Sillva / Lucas Papada / Thales Lessa                                       |
| 2022 | Zé Neto & Cristiano                      | "Melhor Ser Uma Saudade"     | Edson Garcia / Nicolas Damasceno / Gustavo Martins / Felipe Marins / Thales Lessa                           |
| 2022 | Humberto & Ronaldo                       | "Saudade Véia"               | Anajuh / Diego Silveira / Junior Sillva / Dani Lima / Thales Lessa                                          |
| 2023 | Thales Lessa e Bruno                     | "Cadê Seu Namorado, Moça?"   | Thales Lessa                                                                                                |
| 2023 | Henrique & Juliano                       | "Traumatizei"                | Dê Angelo / Nudoze / Thales Lessa / Felipe Kef                                                              |
| 2024 | Jorge & Mateus e Lauana Prado            | "Haverá Sinais"              | De Ângelo / Felipe Kef / Thales Lessa                                                                       |